# Invidia (film)
Invidia er en dansk kortfilm fra 1997, der er instrueret af Jonas Wagner og Carl Jan Weincke efter manuskript af førstnævnte.

## Handling
Denne artikel mangler et handlingsreferat. Hjælp os med at skrive det.

## Medvirkende
- Poul Arne Kring